# Chubavene
Chubavene (bulgariska: Хубавене) är ett distrikt i Bulgarien.   Det ligger i kommunen Obsjtina Roman och regionen Vratsa, i den västra delen av landet, 70 km nordost om huvudstaden Sofia.
I omgivningarna runt Chubavene växer i huvudsak lövfällande lövskog. Runt Chubavene är det ganska glesbefolkat, med 23 invånare per kvadratkilometer.